# シャジクソウ
シャジクソウ（車軸草、学名：Trifolium lupinaster）は、マメ科シャジクソウ属の多年草。別名、カタワグルマ（片輪車）、アミダガサ（阿弥陀笠）、ボサツソウ（菩薩草）。

## 特徴
茎は直立または斜上して高さ15-50cmになり、束生し、ふつう分枝しない。茎の下部は無毛であることが多いが、上部は軟毛が生える。葉は互生し、ふつう5個の小葉が車輪状につくが、下部の葉は3小葉であることもある。葉柄はごく短い。小葉は狭倒卵形で、長さ2-5cm、幅0.5-1.5cmになり、縁には細かい鋸歯があり、先端は鋭形、基部はくさび形で小葉柄はない。小葉の裏面の葉脈の主脈と側脈が目立ち、主脈上にはまばらに伏毛が生える。ごく短い葉柄の基部に薄い膜状の托葉があり、鞘状に包んで葉柄に合着する。
花期は6-8月。茎の上部の葉腋から長さ5-30mmになる花序柄を出し、扇状の総状花序をつけ、10-20個の花をつける。萼は5裂し、萼裂片は長さ6-8mmで、下側が長く、下部は筒状になり先端は針状にとがる。花冠は蝶形花冠で淡紅色から紅紫色、長さ12-14mmになる。旗弁が最も長く、翼弁、竜骨弁の順で短くなる。雄蕊は10個で2体雄蕊となり雌蕊1個とともに竜骨弁の中にある。果実は小型の豆果で、3-6個の種子が入り、宿存性の萼に包まれ、裂開しない。

## 分布と生育環境
日本では、南千島、北海道、本州（宮城県・群馬県・長野県）に分布し、海岸の岩上、山地の乾いた草原などに生育する。日本国外では、朝鮮半島、中国大陸（東北部・北部）、モンゴル、ロシア（シベリア・極東ロシア）、中央アジア、ヨーロッパ、アラスカに分布する。

## 名前の由来
和名シャジクソウは、「車軸草」の意で、掌状で車輪状に並んだ小葉のようすを「車軸」にたとえたもの。また、別名のカタワグルマは、「片輪車」の意で、車輪状の小葉が半輪状に並ぶためいう。アミダガサ、ボサツソウは、それぞれ「阿弥陀笠」、「菩薩草」の意で、いずれも放射状に広がった笠状の小葉に基づく名前である。
種小名（種形容語）lupinaster は、「ハウチワマメ属（ルピナス属）Lupinus に似たもの」の意味。

## 下位分類
- シロバナシャジクソウ Trifolium lupinaster L. f. leucanthum (Makino) Honda[7] - 白花品種[6]。

## ギャラリー

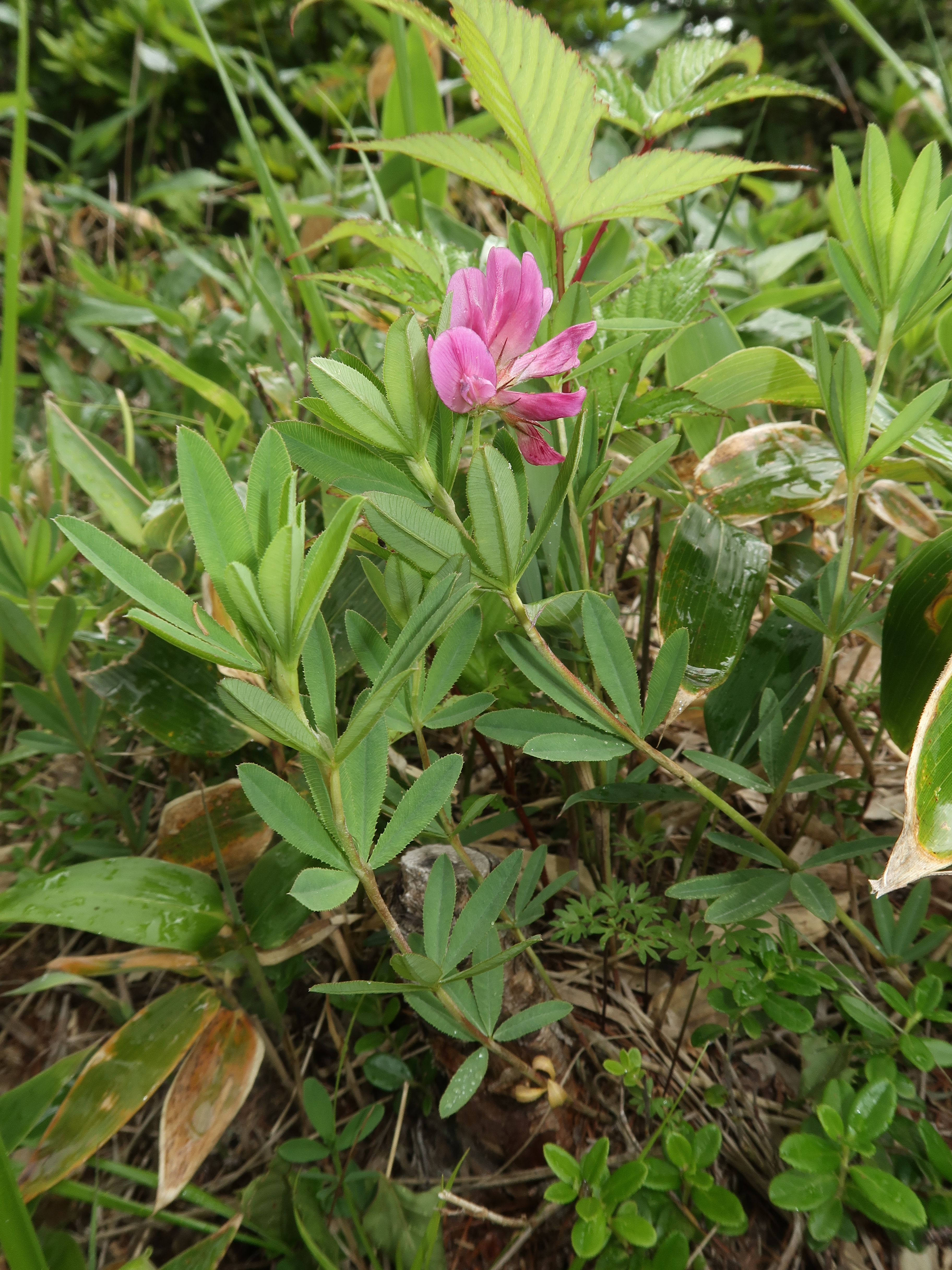
5小葉が車輪状になって茎に互生する。葉の裏面の葉脈が目立つ。
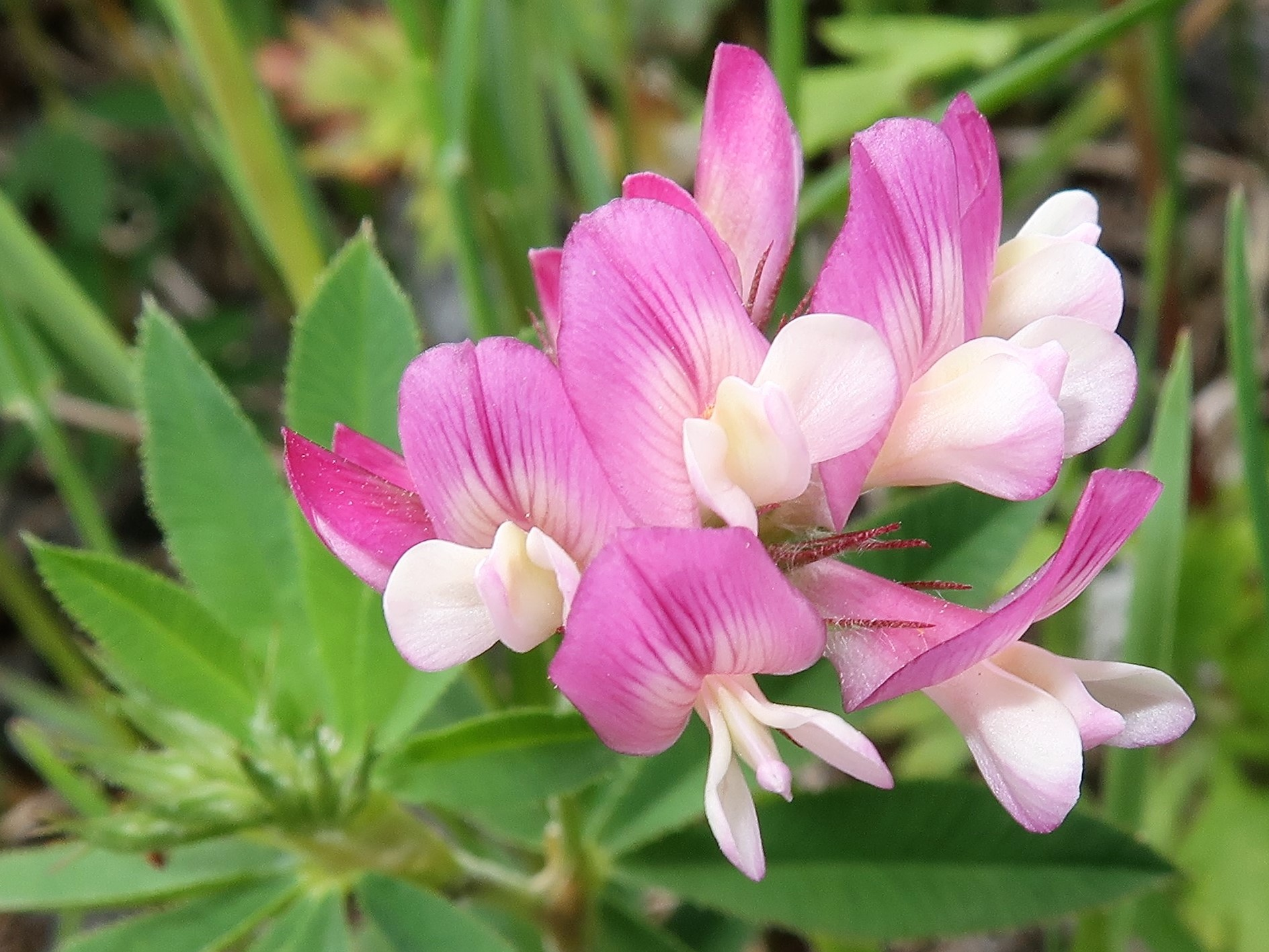
背面の旗弁が大きく、内側に翼弁が2個、中央に竜骨弁２個が合着する。合着した竜骨弁の中に2体雄蕊となった10個の雄蕊と雌蕊1個が入る。